# 王則堯
王則堯（？—1644年5月28日），字心祁，山西翼城縣人。明末政治人物。

## 生平
崇禎九年（1636年）丙子科山西乡试舉人，十三年（1640年）庚辰科進士。户部观政，本年授户部福建司主事。累官山東布政使司參議、密雲兵備副使、密雲巡撫。崇禎十七年（1644年）三月，李自成破北京，王則堯降，授順天府尹。四月，主持考試生員。升大順兵政府尚書。隨即奉命前往山海關招降吳三桂，吳三桂將王則堯羈押，四月廿三日庚辰（1644年5月28日），吳三桂將王則堯押送清攝政王多爾袞營中，多爾袞命將王則堯處斬。